# Чепели (Львовская область)
Чепели (укр. Чепелі) — село в Подкаменской поселковой общине Золочевского района Львовской области Украины.
Население по переписи 2001 года составляло 361 человек. Занимает площадь 0,793 км². Почтовый индекс — 80664. Телефонный код — 3266.

## Известные уроженцы
- Головацкий, Яков Фёдорович (1814–1888) — галицко-русский общественный деятель, один из руководителей литературного кружка «Русская троица», журналист, издатель, поэт, переводчик.
- Головацкий, Иван Фёдорович (1816—1899) — младший брат Якова Головацкого, писатель и общественный деятель.